# المجلس الأكبر
المجلس الأكبر هو الاسم الذي كان يطلق على إحدى مؤسسات السلطة المركزية في البلاد التونسية ، وقد بعث المجلس الأكبر قبل الاحتلال ولكنه لم يستمر طويلا ثم وقع بعث مؤسسة بنفس الاسم بعد أربعين سنة من انتصاب الحماية الفرنسية في تونس.

## المجلس الأكبر قبل الاحتلال
بعثت هذه المؤسسة في عهد محمد الصادق باي  في فترة اتسمت بإقرار العديد من الإصلاحات ومن بينها إعلان عهد الأمان (1857)  وبعث جريدة الرائد التونسي (1860) وإقرار الدستور (1861)... وقد نص هذا الدستور على بعث المجلس الأكبر.
- تركيبته : طبقا للفصل 44 من الدستور يتكون هذا المجلس من ستين عضوا 20 منهم يختارون من بين كبار الموظفين وسامي الضباط بالدولة و40 من بين أعيان البلاد وهم لا يتقاضون مقابلا، والجميع يعيّنهم الباي، كما يعين رئيس المجلس وكاهيته بمقتضى أحكام الفصل 57 من الدستور. ومن أعضائه: أحمد بن أبي الضياف وجوزيف راف...
- مهامه : ضبطتها فصول الباب السابع من الدستور «في أصل خدمة المجلس الأكبر» وأهم هذه الوظائف وضع القوانين وتنقيحها وشرحها وتأويلها والموافقة على الأداءات ومراقبة الوزراء ودرس مشروع الميزانية. وتبرز هذه الوظائف مدى شمولية اختصاصات المجلس الأكبر التي كانت في الوقت نفسه تشريعية ومالية وقضائية وإدارية، بما يؤكد أهمية دور هذه المؤسسة .
- إلا أن العمل بهذه المؤسسة لم يستمر طويلا ووقع التخلي عنها غداة ثورة علي بن غذاهم عام 1864.

## المجلس الأكبر في عهد الحماية
تأسس المجلس الأكبر طبقا للأمر العلي المؤرخ في 13 جويلية/تموز 1922 ، وقد جاء ليعوض مؤسسة سابقة له تسمى الندوة الاستشارية (Conférence consultative). وقد استمر وجوده إلى الاستقلال عام 1956.
- تركيبته : يتركب المجلس الأكبر من قسمين تونسي وفرنسي:
  - القسم التونسي :عدد أعضائه 41 يقع اختيارهم من بين ممثلي مجالس الجهات والأعمال والغرف الاقتصادية ؛ 37 من المسلمين و4 من اليهود. وفي سنة 1945 أصبح القسمان التونسي والفرنسي متساويين من حيث عدد الأعضاء ب53 عضوا. ويرأس القسم التونسي ممثل عن الإقامة العامة.
  - القسم الفرنسي عدد أعضائه 56 في البداية ويقع انتخابهم مباشرة من قبل الجالية الفرنسية في البلاد التونسية. ويرأس هذا القسم المقيم العام الفرنسي.
- مهامه : هي مهام مالية وتشريعية إلى حد.
  - مالية: وأساسا مناقشة الميزانية وهي المهمة الرئيسية للمجلس الأكبر . ومع ذلك فلم تكن له سلطات واسعة وإنما يكتفي بإبداء رأيه فحسب ودوره بالتالي استشاري.
  - تشريعية: بدون أن تكون المبادرة من قبله، ثم أنه يقتصر على ما يتعلق بالجوانب المالية والاقتصادية والاجتماعية. ورأيه غير ملزم إذ قد لا يؤخذ بعين الاعتبار.
- اشتغاله : كانت مداولات المجلس الأكبر تتم في إطار كل قسم على حدة. وفي صورة الخلاف بين القسمين، يعرض الأمر على هيئة تحكيمية تتركب من 10 أو 14 عضوا مناصفة بين الفرنسيين والتونسيين ويرأسها المقيم العام ومن أعضائها الوزير الأكبر...